# 義大利里拉

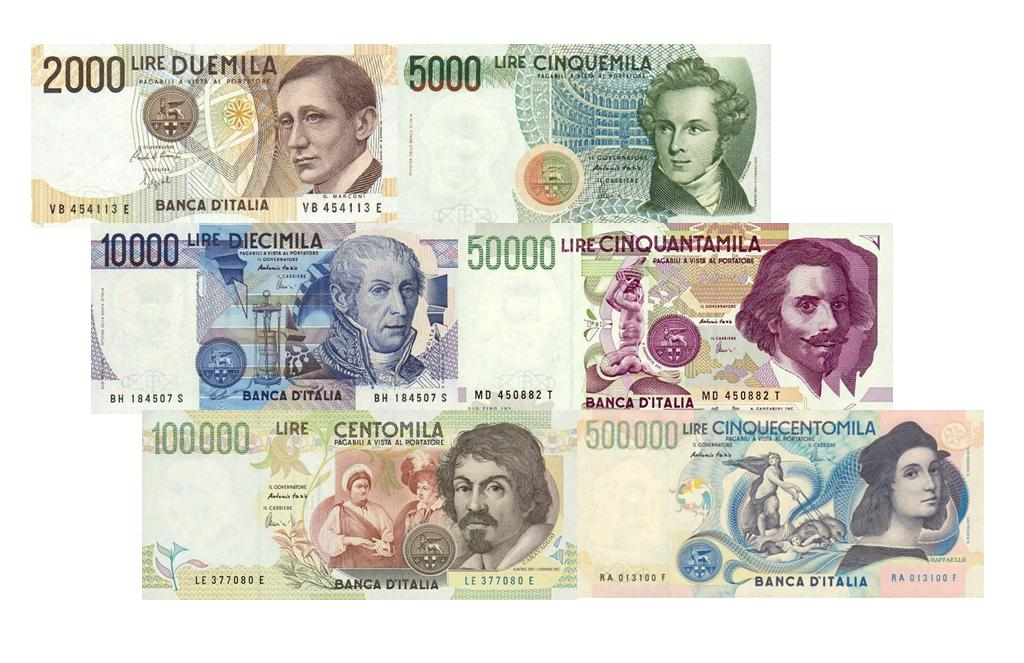
1990年至1997年發行的義大利里拉紙幣

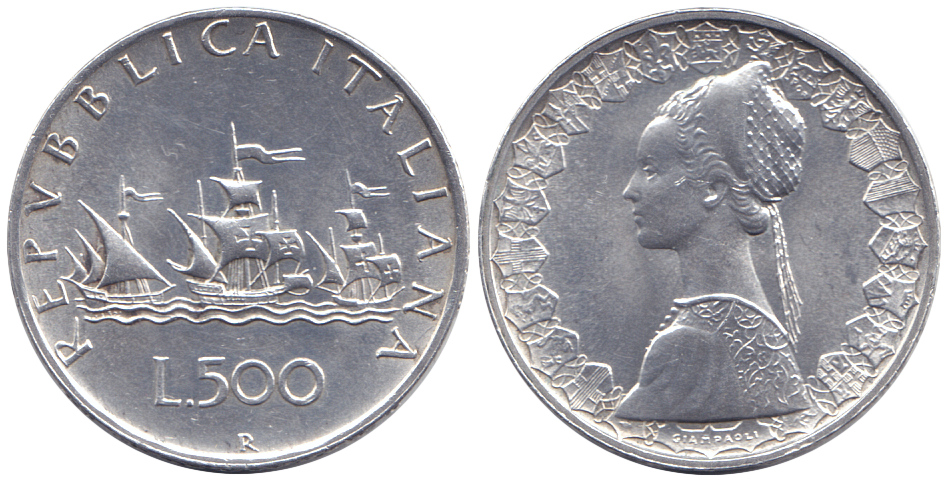
硬币500義大利里拉，1960年。 银。

意大利里拉 （lira italiana，複數形式為lire），符號為₤、£　或L，詞源是拉丁文的「鎊」，即「一鎊銀子」。是義大利 （意大利金皮庸除外）在1861年至2002年的貨幣單位。現為歐元所取代 （1歐元=1936.27里拉）。下分100分 （centesimi，單數形式為 centesimo）。
里拉也曾是聖馬力諾和梵蒂岡的貨幣單位。歷史上也是拿破崙一世統治下的義大利王國的貨幣單位

## 轉換歐元前的硬幣及鈔票
硬幣
- 1里拉（僅供收藏用，不流通）
- 2里拉（僅供收藏用，不流通）
- 5里拉（僅供收藏用，不流通）
- 10里拉（僅供收藏用，不流通）
- 20里拉（僅供收藏用，不流通）
- 50里拉
- 100里拉
- 200里拉
- 500里拉（背面鑄有意大利語盲文 (L.500) ）
- 1,000里拉

當時意大利國內的消費品價格已取至最接近的50里拉。
鈔票
- 1,000里拉（1990年10月3日發行，瑪麗亞·蒙特梭利）
- 2,000里拉（1990年10月3日發行，古列爾莫·馬可尼）
- 5,000里拉（1985年1月4日發行，文琴佐·貝里尼）
- 10,000里拉（1984年9月3日發行，亞歷山德羅·伏打）
- 50,000里拉（1992年5月27日發行，吉安·洛倫佐·貝尼尼）
- 100,000里拉（1994年5月6日起發行，卡拉瓦喬）
- 500,000里拉（1997年5月6日發行，拉斐爾）